# Azotofissazione
La fissazione dell'azoto atmosferico o azotofissazione consiste nella riduzione, tramite la nitrogenasi, dell'azoto molecolare (N2) in azoto ammonico (NH3).
L'azoto ammonico è successivamente reso disponibile per molte importanti molecole biologiche quali gli amminoacidi, le proteine, le vitamine e gli acidi nucleici attraverso i processi di nitrificazione e nitratazione.
La reazione di azotofissazione può essere descritta come segue:
N2 + 8H+ + 8e- + 16 ATP → 2NH3 + 16ADP + 16 Pi + 1 H2
L'idrogeno impiegato in tale reazione deriva dall'ossidazione di carboidrati, dalla quale gli agenti azotofissatori ricavano anche l'energia necessaria (sotto forma di ATP). Inoltre vengono implicati anche catalizzatori metallici quali molibdeno (Mo) e vanadio (V).
Questa azione viene svolta dai diazotrofi, microrganismi liberi nel suolo e nelle acque o legati in simbiosi con piante superiori.

## Esempi di fissazione dell'azoto

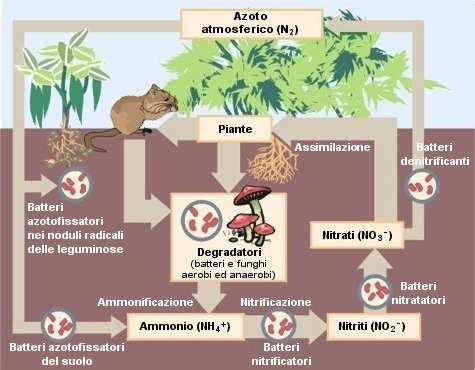
Rappresentazione schematica del ciclo dell'azoto.

### Microrganismi azotofissatori non simbionti
Sono soprattutto batteri appartenenti ai generi Clostridium ed Azotobacter.
I batteri del genere Clostridium si trovano in tutti i tipi di suolo e nelle acque sia dolci che salate. La loro diffusione è limitata solo dalla presenza di ossigeno, dato che sono batteri anaerobi. In questi casi, però, possono sopravvivere in simbiosi con altri microrganismi aerobi od anaerobi facoltativi presenti negli strati più superficiali del suolo. Sono attivi anche in suoli acidi fino a pH 5,5.

Le diverse specie del genere Clostridium che svolgono attività azotofissatrice sono autotrofe per questo elemento chimico, ma non altrettanto per il carbonio che ricavano dai carboidrati già presenti nel terreno. L'ossidazione di questi ultimi avviene in condizioni anaerobiche e quindi non soltanto è incompleta (restano infatti sottoprodotti come acidi organici, alcoli, acetone ecc.), ma anche la resa energetica è inferiore rispetto a quella ottenibile con l'ossidazione degli stessi composti in condizioni aerobiche. Di conseguenza anche l'efficienza di fissazione dell'azoto è inferiore rispetto a quella operata dalle specie del genere Azotobacter, che sono aerobie: la resa di Clostridium è di circa 3–7 mg di azoto fissato per 1 g di carboidrati, mentre quella di Azotobacter è stimata intorno a 10–12 mg di azoto per 1 g di carboidrati.

Anche le specie del genere Azotobacter sono diffuse in tutti i suoli e nelle acque dolci e salate e pertanto possono convivere con quelle del genere Clostridium sebbene in percentuali variabili in condizioni chimico-fisiche diverse, a causa delle differenti necessità metaboliche: i batteri del genere Azotobacter, infatti, non sopportano pH inferiori a 6,0 e, essendo aerobi, esigono una buona ossigenazione. Inoltre non sono in grado di demolire la cellulosa e perciò, nei casi in cui questa è l'unica fonte di carbonio disponibile, debbono entrare in simbiosi con altri microrganismi capaci di degradarla.
La capacità che posseggono i generi Clostridium ed Azotobacter di fissare l'azoto atmosferico, però, è dovuta principalmente alla carenza di questo elemento nel terreno: qualora nel suolo abbondino l'ammoniaca o i nitrati l'attività azotofissatrice di questi batteri cessa (in quanto troppo dispendiosa dal punto di vista energetico) e vengono sfruttate le altre fonti di composti azotati. Perciò questi organismi sono autotrofi facoltativi per l'azoto.

### Microrganismi azotofissatori simbionti
La simbiosi azotofissatrice è propria di piante pioniere adatte a vivere in terreni poveri o ecologicamente "disagiati".
L'esempio più noto di simbiosi azotofissatrice è quello tra le Leguminose e il Rhizobium leguminosarum. Altri esempi sono quella tra l'ontano napoletano o l'ontano nero e gli attinomiceti del genere Frankia (Frankia alni) presenti in radici laterali particolari chiamate actinorrize. Anche l'olivello spinoso (Elaeagnus rhamnoides) ospita attinomiceti nei propri noduli radicali. Le specie del genere Cycas possiedono cianobatteri simbionti presenti sulle radici coralloidi.

I batteri del genere Rhizobium si insediano nelle radici dell'ospite, inducendo la formazione di tipici noduli radicali, e qui, dato che sono autotrofi solo per l'azoto, sottraggono diversi composti organici e sali minerali all'ospite stesso, cedendogli però in cambio composti azotati. Questi scambi sono favoriti da particolari e caratteristici tessuti vascolari che si sviluppano proprio all'interno dei noduli radicali. Inoltre, quando la pianta muore (e con essa anche i batteri simbionti), le grandi quantità di composti azotati che si sono accumulate dentro tali microrganismi vengono rilasciate nel terreno che, perciò, riceve un apporto di azoto supplementare e certamente di gran lunga superiore a quello che può essere ottenuto dalla semplice degradazione dei soli tessuti vegetali morti.

In ogni caso anche Rhizobium è un autotrofo facoltativo per l'azoto e quindi, sebbene riesca a fissare fino a 100 mg di questo elemento per grammo secco di nodulo radicale, preferisce, quando è possibile, ricavarlo da altre fonti. Inoltre questi batteri possono vivere ed operare anche in terreni acidi fino ad un pH di 4,2-4,5 (sebbene preferiscano suoli neutri o lievemente alcalini), ma necessitano di altri elementi quali calcio (Ca), fosforo (P), molibdeno (Mo), cobalto (Co), boro (B) e ferro (Fe).

Per tutti questi motivi suoli molto poveri di tali elementi chimici oltre che di azoto vengono colonizzati dagli ontani oppure dall'olivello spinoso.
In tutti i casi di simbiosi, comunque, si è osservato che la fissazione dell'azoto si compie in modo efficiente soltanto finché è possibile la fotosintesi da parte delle piante ospiti. Qualora questa venga impedita per lungo tempo i microrganismi presenti nei noduli radicali possono addirittura trasformarsi in agenti patogeni ed invadere i tessuti dell'ospite fino a provocarne la morte.

## Meccanismo d'infezione

### Fase extraradicale
La comunicazione tra i simbionti è permessa nella fase extra da segnali solubili emessi dalla pianta, che guidano il rizobio verso gli apparati radicali. La fase interna, di formazione, necessita della presenza fisica del batterio, non può iniziare prima o essere preparata a monte dell'infezione.
La maggior parte delle infezioni agisce ad alto grado di specificità
Tutti i batteri di questo genere presentano geni nod, che rimangono silenti in assenza dell'organismo ospitante. Solo una porzione dei nod, la D, riamane attivata costantemente, dato che codifica per proteine reattive ai flavonoidi rilasciati dalle piante. L'espressione dei geni nod codifica per fattori che influiscono sulla pianta con modificazioni morfologiche (deformazione dei peli radicali).
Ogni gene nod codifica in genere per proteine con funzione enzimatica o di trasporto attiva nei confronti di un'unica molecola.
Altra cosa è il fattore Nod, un polisaccaride sostituito che induce reazioni morfogenetiche nell'organismo vegetale ospite, tra cui:
- deformazione dei peli radicali, in una conformazione consona al reclutamento delle cellule batteriche
- ripresa dell'attività mitotica delle cellule corticali; durante la fase intra-radicale creeranno il nodulo vero e proprio dentro il quale avverranno le infezioni mutualistiche
- espressione di moduline precoci

Nelle ultime fasi della parte extraradicale, i batteri esprimono LCO, allo scopo di modulare i livelli di calcio nelle cellule da infettare; la concentrazione oscilla fra valori ben definiti e con tempistiche ripetibili; da questo si ipotizza sia permessa la specificità della risposta cellulare allo stimolo.

### Fase intraradicale
Come premesso necessita della presenza fisica del batterio, non basta più la segnalazione. Si divide i 4 grandi fasi:
- attacco del batterio alla superficie
- formazione del tubo di infezione
- endocitosi
- differenziamento delle cellule infettanti

Le fasi si svolgono in questa sequenza e portano il batterio dalla superficie delle zone radicali fino alla colonizzazione del citoplasma delle cellule dei noduli.

### Filamento d'infezione
Si tratta di una struttura formata dalla pianta allo scopo di creare un canale adatto al passaggio dei batteri che non riceverebbero giovamento dalla colonizzazione delle cellule esterne delle radici. Dato che lo scopo dei batteri è la riproduzione e l'aumento esponenziale del numero, il numero di cellule che entrano effettivamente nel filamento è ridotto, in modo che da pochi precursori possa originarsi un'infezione in grado di estrudere nutrienti nell'ambiente esterno, in modo che i batteri rimasti esclusi dall'infezione possano nutrirsi e proliferare.

A differenza di quanto si vedrà per i funghi, il filamento d'infezione passa da parte a parte le cellule vegetali; in effetti sono esse stesse a crearlo, portandosi in fase G2 e frenando all'ultimo la divisione cellulare, con la formazione di un fragmosoma al posto del comune fragmoplasto grazie all'azione delle pareti cellulari in formazione. Nelle cellule non ancora infettate si forma un ponte citoplasmatico per indirizzare il filamento.
In contemporanea con la penetrazione batterica e la formazione del filamento d'infezione le cellule corticali entrano in mitosi, dando l'abbozzo per il nodulo primordiale (corteccia interna).

Durante il movimento dei rizobi nel filamento d'infezione, questo è responsabile del controllo del numero di noduli, ma anche del controllo della compatibilità e della selezione dei ceppi batterici infettanti. Un riconoscimento finale (a seguito del primario con i prodotti dei geni nod) può venire dalle componenti di membrana (ricordiamo che i rizobi sono Gram negativi) come LPS, EPS e β-glucani ciclici che impediscono alla pianta di portare avanti risposte di difesa.

### Rilascio nella cellula (endocitosi)
Finora non si è ancora potuto parlare di vera infezione, ma solo di movimento in un condotto guida. Arrivati nella zona della corteccia interna, il filamento d'infezione media il passaggio dei simbionti dalla sua matrice al citoplasma delle cellule vegetali del nodulo in formazione.

### Reazione del rizobio
Come reagisce il batterio all'ingresso nel citoplasma? Innanzi tutto blocca la sua divisione cellulare, differenziando in una forma detta batteroide, competente per l'azotofissazione mentre continua a produrre le strutture superficiali di protezione sopraccitate.
Sembra che l'intera regolazione genetica dei rizobi durante tutto il complesso ciclo d'infezione dipenda da un sistema di quorum sensing omoserina-lattone mediato.

### Reazione della pianta
Il metabolismo di una pianta infettata cambia notevolmente. Vi è una minore azione metabolica a livello dei plastidi per quanto riguarda la trasformazione dei composti azotati inorganici in ammoniaca utilizzabile per la sintesi di amminoacidi. 
Il guadagno della pianta è indubbio; produzione di azoto organico subito pronto per i processi di biosintesi. Il batterio ottiene invece l'ambiente microaerobico perfetto per il suo sviluppo, grazie alla formazione di barriere a bassa permeabilità prodotte dalla pianta e dal reclutamento dell'ossigeno da parte delle leg-emoglobine (con affinità 10 volte superiore a quella animale). La respirazione del batterio in ambiente controllato permette l'ulteriore riduzione dell'ossigeno citosolico e il funzionamento delle nitrogenasi.
Non solo; le popolazioni ancora residenti nella rizosfera ricevono nutrienti sotto forma di opine vegetali la cui produzione è indotta dai rizobi residenti nella pianta.
Tutti questi scambi sono consentiti da una catena di trasportatori che si posizionano all'interfaccia cellula-rizobio, come pompe ATP-asiche, trasportatori di nutrienti come acidi carbossilici e naturalmente i trasportatori di ammoniaca.

### Altri esempi
- Acacia spp.
- Robinia pseudoacacia
- Casuarina spp., Allocasuarina spp. e altri generi della famiglia delle Casuarinaceae
- Lobaria spp. e altri licheni
- Azolla spp.
- Gunnera spp.
- Ceanothus spp.
- Myrica spp.
- Purshia tridentata
- Shepherdia argentea
- Fabaceae spp.

La simbiosi ha svariati vantaggi sia per le piante superiori che per i microrganismi.

In arboricoltura da legno è interessante il conseguente arricchimento di azoto disponibile nel terreno grazie alla decomposizione delle foglie delle piante azotofissatrici che in questo senso facilitano l'accrescimento delle altre specie presenti nell'impianto.
Le quantità di azoto fissato per unità di superficie di terreno sono molto variabili; a titolo di esempio la soia può fissare 60 kg di azoto per ettaro all'anno.